# Jena Lee
Jena Lee (Chile, 29 de junio de 1987) es una cantante y compositora francesa.

## Biografía
Nacida en Chile, Jena Lee fue adoptada por una familia francesa cuando tenía nueve meses. Vivió en Oloron-Sainte-Marie en los Pirineos Atlánticos. Le encantaba la música desde los cuatro años.
Grabó sus primeras canciones en un casete. Una de ellas, Banalité (Banality), fue escuchada por un productor en París. 
En 2007, Jena Lee conoció a Sulee B Wax, que se mostró interesado en su trabajo. Cuando la cuarta edición de Popstars comenzó, le pidió a Jena algunas composiciones. Así, seis canciones de las trece que componen el álbum de Sheryfa Luna (ganadora de esa edición) son de Jena, siendo la más destacada Quelque part. Después de esto, Mathieu Edward le pidió más temas, y su canción Comme avant acabó apareciendo en el musical Cléopâtre.
En 2008, Lee ganó el concurso Urban Music Nation organizado por la cadena de radio francesa Skyrock; la final fue el 26 de diciembre de 2008.

## 2009: Primer álbum
Su primer álbum, Vous remercier (Agradecerles), fue grabado con Busta Funk. Salió el 2 de noviembre de 2009 para descargas por internet y siete días después, el 9 de noviembre, salió a la venta en las tiendas bajo la discográfica Mercury Records, una división de Universal Music France.
Su primer sencillo, J'aimerais tellement (Me gustaría tanto), salió en abril del 2009, promocionadose con su respectivo videoclip. Llegó al número 1 en la lista de ventas de singles en Francia durante cuatro semanas en octubre de 2009 y tuvo el primer puesto en los sitios de descargas digitales en noviembre de 2009.
A finales de 2009 lanzó su segundo single, Je me perds (Me pierdo) y a principios del 2010, el tercer sencillo, Du style; llegando ambos al top 10 de ventas en Francia.

## 2010: Segundo álbum
Su segundo álbum, grabado otra vez junto a Bustafunk, Ma référence (Mi referencia), salió a la venta el 1 de noviembre del 2010 para descargas digitales y el 8 de noviembre para ventas físicas bajo la disquera Mercury Records. El álbum alcanzó la posición 11 en ventas físicas de Francia y el número 8 en descargas digitales.
El tema presentado como primer sencillo fue US Boy, que llegó al puesto 11 en ventas digitales. En la página oficial de Jena se anunció recientemente que el segundo sencillo sería Mon ange.

## Estilo e imagen
Jena Lee define su estilo musical como una combinación de emo y R&B, le gusta “mezclar la guitarra saturada, melodía de guitarra y el emo con el happy urban, synthé y piano”. Según ella, todas sus letras tienen una parte oscura muy pronunciada pero a la vez muestran siempre un hilo de esperanza.

## Discografía
| Año  | Álbumes        | Posición tope en las listas | Posición tope en las listas | Reconocimientos     |
| Año  | Álbumes        | FR                          | FR Descargas                | FR                  |
| ---- | -------------- | --------------------------- | --------------------------- | ------------------- |
| 2009 | Vous remercier | 6                           | 6                           | Doble disco platino |
| 2010 | Ma référence   | 11                          | 8                           | Disco de oro        |

### Sencillos
| 2009 | J'aimerais tellement        | 1   | 1  | 3  |
| 2009 | Je me perds                 | 4   | 12 | 25 |
| 2010 | Du Style                    | 10  | 46 | 24 |
| 2010 | Eternise-Moi (feat. Eskemo) | N/A | -  | -  |
| 2010 | US Boy                      | 93  | 18 | 30 |
| 2011 | Mon ange                    | N/A | -  | -  |

N/A: La canción no fue presentada en este formato.